# Опомена за радознале
„Опомена за радознале” (енгл. A Warning to the Curious) је прича о духовима британског писца М. Р. Џејмса, први пут објављена 1925. године у листу London Mercury, а затим у збирци прича Опомена за радознале и друге приче о духовима исте године.
Приповетка је на српском језику први пут објављена 2006. у оквиру збирке прича Књига о духовима Народне књиге – Алфа, у преводу Александра Бјелогрлића.

## Радња
Почетком 20. века, неименовани приповедач и његов пријатељ Хенри Лонг стижу у Сиберг, приморски град у Источној Англији, ради мирног одмора уз голф. Пошто хотел у којем су одсели има мало посетилаца, изненађени се када им се у дневној соби придружи младић по имену Пакстон, који тражи друштво. Ускоро им Пакстон открива своју узнемирујућу причу: верује да га прогања дух.
Пакстон објашњава да је током недавног путовања у суседни град Фростон посетио цркву где су му црквењак и свештеник испричали о локалној легенди. Према тој причи, три свете круне су закопане дуж обале да би заштитиле Енглеску од непријатељских инвазија. Од њих је само једна круна остала на свом првобитном месту, и она и даље чува земљу. Чланови породице Ејџер су чували ту круну, а последњи из те лозе, Вилијам Ејџер, недавно је умро. Круна је, остајући без чувара, привукла Пакстонову пажњу.
Заинтригиран, Пакстон је одлучио да пронађе круну, иако није знао појединости о њеној локацији. Случајно је пронашао стару молитвену књигу у којој су била уписана имена претходних власника, укључујући Натанијела и Вилијама Ејџера. Ово откриће га је одвело до једне куће у Норт Филду, где је разговарао са садашњим станарима, који су му испричали да је покојни Вилијам Ејџер сваке ноћи камповао на брду како би чувао круну. Са овим траговима, Пакстон је под окриљем ноћи отишао на брдо да ископа круну.
Када је коначно пронашао и ископао круну, почеле су да се дешавају чудне ствари. Осетио је присуство фигуре која га је посматрала из шуме, и када је извадио круну из земље, чуо је продоран крик. Како је одлазио, људи око њега као да су примећивали нешто што је изгледало да га прати, а он то није могао да види. Вративши се у хотел, Пакстон је пронашао своју молитвену књигу отворену на столу, као да ју је неко померио. Постајао је све нервознији, уверен да га дух Вилијама Ејџера прогања због узимања круне.
У страху од одмазде, Пакстон показује круну приповедачу и Лонгу, иако им не допушта да је додирну. Инсистира да мора да врати круну на њено почивалиште, па њих тројица одлучују да се врате на брдо те ноћи. Да би избегли пажњу, Пакстон умотава круну у марамице и сакрива је испод капута. Док иду ка месту где је круна била закопана, приповедач осећа злокобно присуство које их прати, и Пакстон брзо копа да би вратио круну. Док се удаљавају, Лонг примећује тамну фигуру на брду и осећа нелагоду, али се убеђују да су урадили исправну ствар.
Вративши се у хотел, уверавају Пакстона да ће сада бити безбедан. Међутим, Пакстон остаје уплашен, убеђен да га дух још увек прогони. Следећег дана, приповедач и Лонг откривају да је Пакстон нестао. Један хотелски радник каже да је видео Пакстона како трчи дуж плаже, машући штапом као да покушава да привуче нечију пажњу. Приповедач и Лонг примећују Пакстонове трагове у песку, уз отиске босих ногу који изгледају као да су кост и без меса. Сећајући се Пакстонове тврдње да дух може манипулисати људским видом, схватају да је Пакстон можда пратио духа мислећи да су то његови пријатељи.
Приповедач чује узнемирујући смех који одјекује са плаже, и када коначно стигну до Пакстона, проналазе га мртвог, са песком и шљунком у устима и поломљеном вилицом. Сведок у оближњој стражарској кули потврђује да је видео Пакстона како је пао пре него што су му приповедач и Лонг пришли, чиме их ослобађа било какве сумње. Током истраге, њих двојица одлучују да не помињу круну, објашњавајући само да су кратко познавали Пакстона и да је страховао од човека по имену Вилијам Ејџер.
Приповедач закључује своју причу хладним тоном: „Никада се нисам вратио у Сиберг, нити сам му се приближио од тада”.

## Адаптације
Године 1972, Лоренс Гордон Кларк је адаптирао ову причу као друго остварење BBC-јеве серије Прича о духовима за Божић. Овај филм је премијерно приказан 24. децембра 1972. на каналу BBC 1. Кларк је променио главног јунака приповетке из младог, невиног аматера који случајно открива круну у средовечног човека (Питер Вон) који путује у Сиберг са намером да пронађе круну. Време приче је померено у 1930-е, а позадина Велике депресије додаје додатни слој Пакстоновој потрази за благом. Слојевито приповедање оригиналне Џејмсове приче је изостављено и коришћен је хронолошки наратив. Кларк је у причу такође укључио лик др Блека (Клајв Свифт), који се појавио у претходној епизоди. Адаптација је снимана на северној обали Норфока.
Године 2020, прича је адаптирана у аудио-драму Shadows at the Door: The Podcast. У овој адаптацији, Пакстон је жена, а лик наратора је проширен. Касније, 2021. године, независна продукција је направила ажурирану верзију ове приче под називом A Curious Tale, која је освојила три награде. Причу је донекле промењена тако да је главни лик музичар који тражи легендарну круну током одмора, а радња је смештена у измишљено село Сноугуд у Сасексу.